# Pochód olbrzymów i smoków

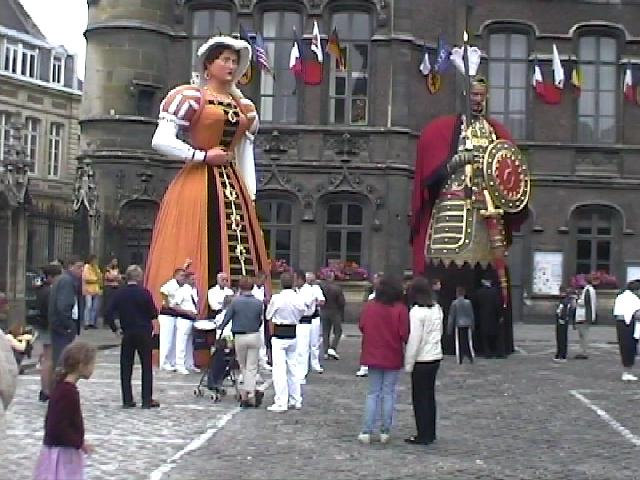
Olbrzymie figury Gayant i Marie Cagenon, Douai

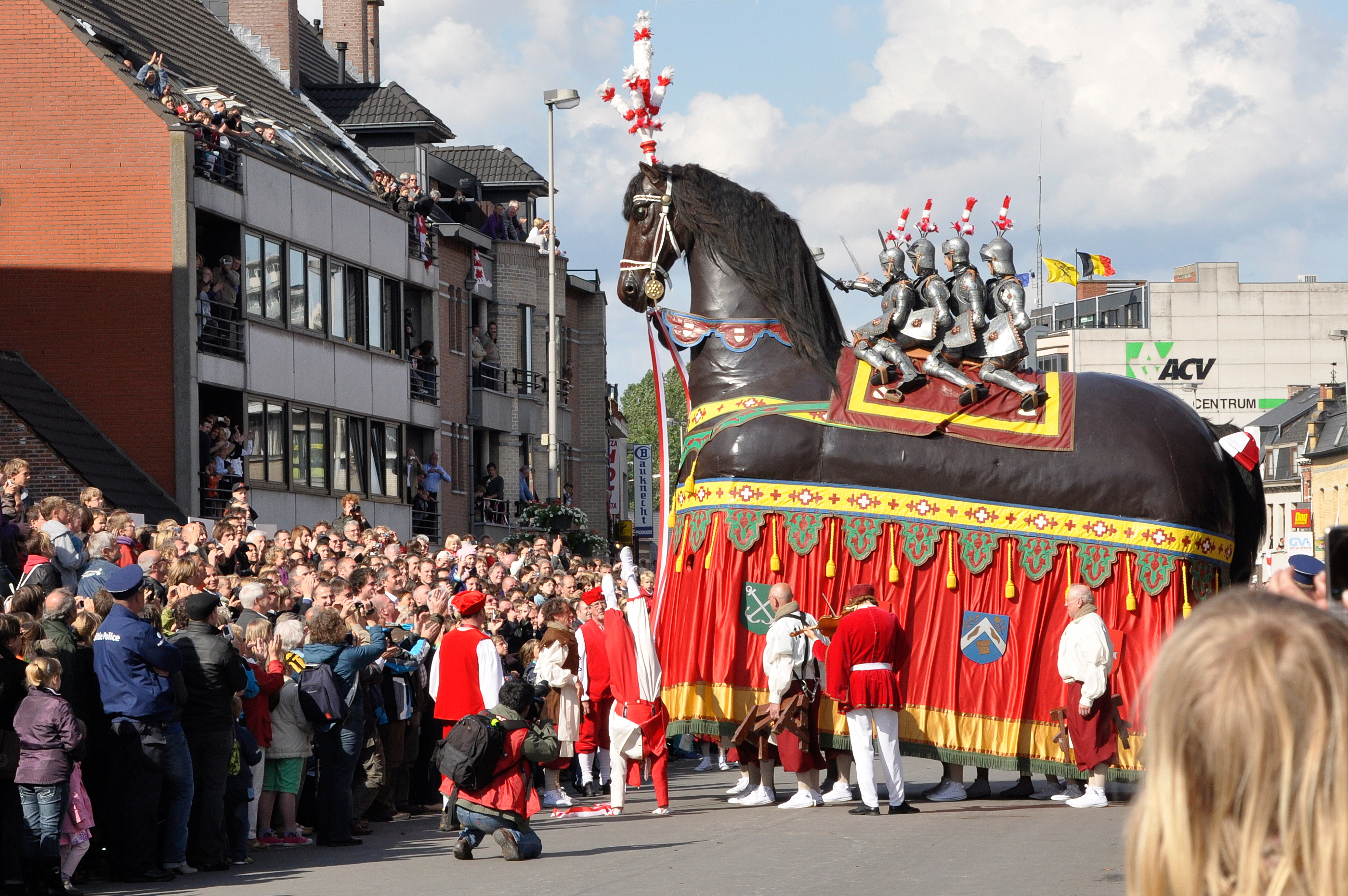
Figura legendarnego konia „Bayarda”, Dendermonde, 2010

Pochód olbrzymów i smoków – tradycyjne procesje organizowane w wielu miastach Belgii i Francji z użyciem ogromnych figur olbrzymów, zwierząt i smoków.  
Tradycja narodziła się w pod koniec XIV wieku, niegdyś rozpowszechniona w wielu miastach Europy, przetrwała na terenie Belgii, m.in. w Ath, Brukseli, Dendermonde, Mechelen i Mons, oraz na terenie Francji, m.in. w Cassel, Douai, Pézenas i Tarascon. 
Olbrzymie, sięgające 9 m wysokości, figury przedstawiają legendarnych bohaterów, zwierzęta mityczne, osoby historyczne, postaci popularne czy biblijne, z którymi dane miasto jest związane. W Dendermonde w pochodzie uczestniczy legendarny koń „Bayard”, w Cassel – Reuze Papa i Reuze Maman a w Mons – święty Jerzy walczący ze smokiem. Figury prowadzane są w pochodzie przez miasto przynajmniej raz w roku, np. z okazji dnia patrona miasta lub podczas karnawału. Procesji towarzyszą śpiewy i tańce. 
W 2005 roku pochód olbrzymów i smoków w Belgii i Francji został proklamowany Arcydziełem Ustnego i Niematerialnego Dziedzictwa Ludzkości a w 2008 roku wpisany na listę niematerialnego dziedzictwa UNESCO.